# Biblioteca Esteban Echeverría
La Biblioteca Esteban Echeverría es una biblioteca pública que se encuentra ubicada en el interior del Palacio de la Legislatura de la Ciudad de Buenos Aires. Debe su nombre al escritor y poeta argentino Esteban Echeverría.

## Historia
Existe desde los años 1923, con el doble carácter de Biblioteca Pública y Biblioteca Legislativa, ya que sus servicios se encuentran orientados a respaldar la labor parlamentaria de la ciudad.
Funciona, además, el Depósito General de Publicaciones Oficiales, donde se reúnen todos los impresos realizados por los poderes y otros órganos de la Ciudad, quedando en el mismo dos ejemplares de cada publicación. Este depósito posee alrededor de 4000 ejemplares.

## Arquitectura

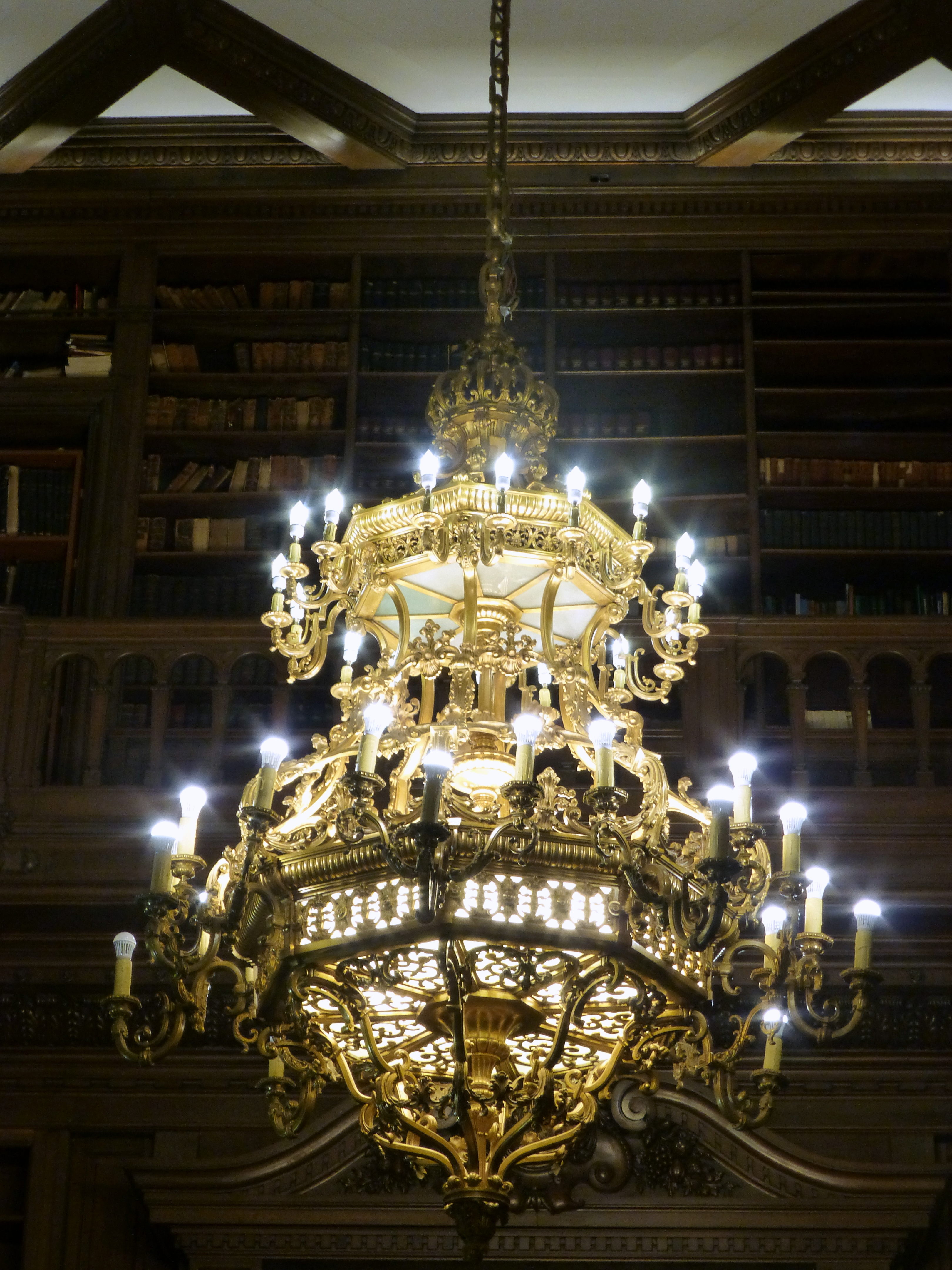
Araña de bronce en la biblioteca.

El diseño de la biblioteca es renacentista francés, revestida en boiserie de nogal de Italia, tallado en los talleres de ebanistas de la familia Tarris.
En el interior sobresale una gran chimenea de hierro forjado, y sobre esta se encuentra el óleo Salida del Teatro, del pintor Román Ribera. El mismo fue obsequiado por la Infanta Isabel de Borbón con motivo del Centenario de la Revolución de Mayo. Dos arañas de bronce y cristal francés de 52 luces, diseñadas por el arquitecto Héctor Ayerza, engalanan la sala de lectura.

## Colección

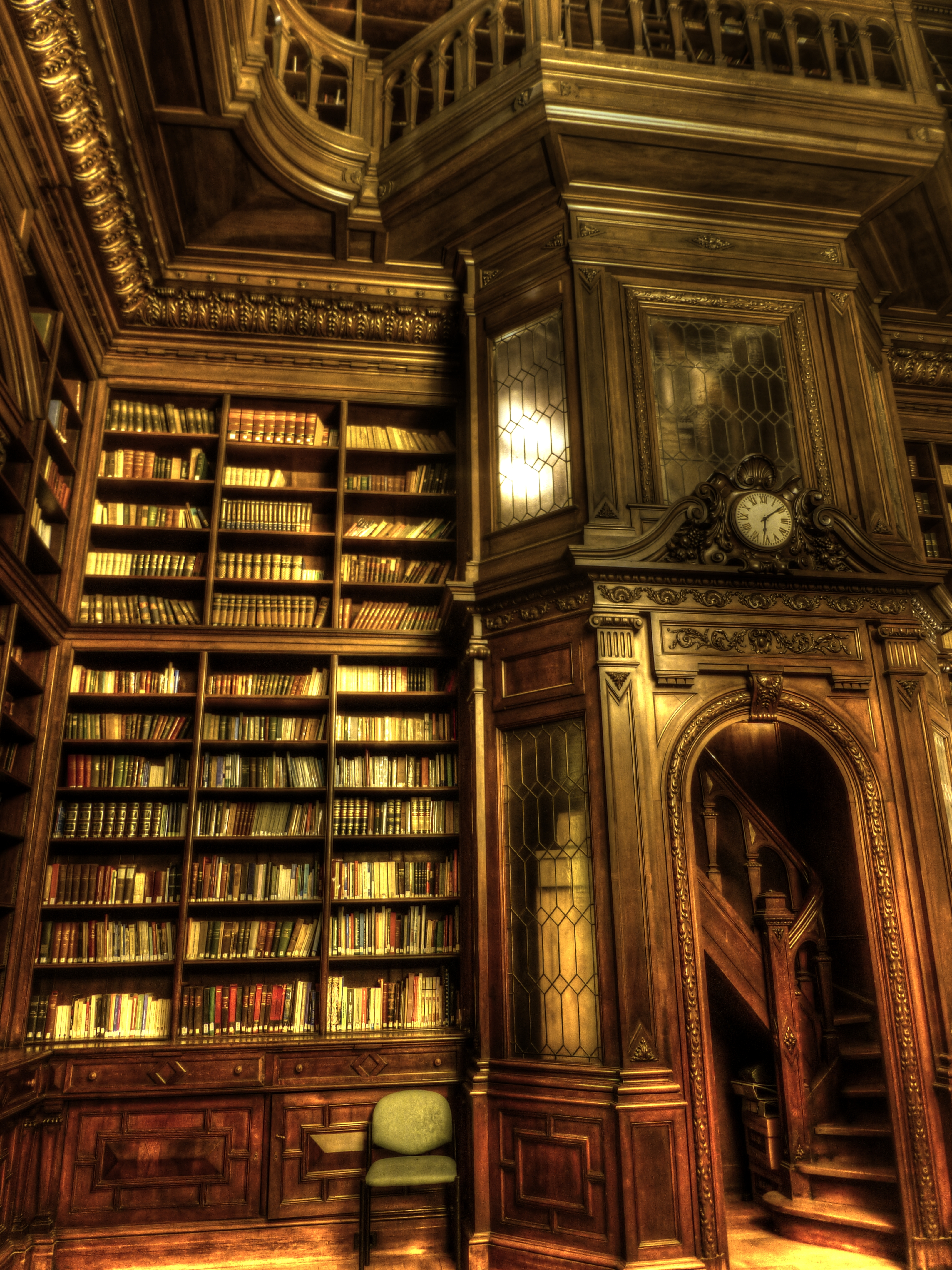
Libreros y escalera de acceso al entrepiso de la Biblioteca.

Cuenta con más de 36.000 ejemplares, de temática variada, pero organizada en dos ejes: uno jurídico-legislativo y otro relacionado con la ciudad de Buenos Aires.
Posee además una Biblioteca Tesoro, con colecciones antiguas. La misma es no circulante, o sea que no se puede consultar. Estos 2200 volúmenes, aproximadamente, se vinculan con la historia institucional de la ciudad de Buenos Aires y de la Argentina. Estos materiales están siendo digitalizados paulatinamente, y entre ellos se encuentran:
- Obras del siglo XVII y XVIII, sobre el accionar de las órdenes religiosas durante la conquista de América, entre otros aspectos.
- Las Memorias de la Intendencia Municipal, publicadas desde 1856.
- Acuerdos del Extinguido Cabildo de Buenos Aires (1589-1821).
- Censos municipales de 1887, 1904, 1909, y 1936.
- Antiguos planos de Buenos Aires.
- Periódicos del siglo XIX, Gaceta de Buenos Aires, La Abeja Argentina y El Telégrafo Mercantil.

Asimismo, se encuentran los siguientes archivos:
- Archivo Gráfico Audiovisual "Eva Perón", sobre la presencia de Eva Perón en el Palacio Legislativo.
- Archivo Tango, más de 250 materiales relacionados con esta música.
- Archivo Palacio, sobre la historia de este edificio.
- Archivo Histórico Abuelas de Plaza de Mayo, creado en 2008.
- Videoteca

## Servicios
- Asesoramiento en el uso de catálogo
- Lectura in situ
- Orientación y enlace
- Biblioteca digital